# Plaque d'immatriculation liechtensteinoise
Au  Liechtenstein, une plaque d'immatriculation ou plaque de contrôle (en allemand : Kontrollschild) est un dispositif d'identification utilisé pour divers types de véhicules. Elles sont similaires aux plaques d'immatriculation suisses.

## Histoire

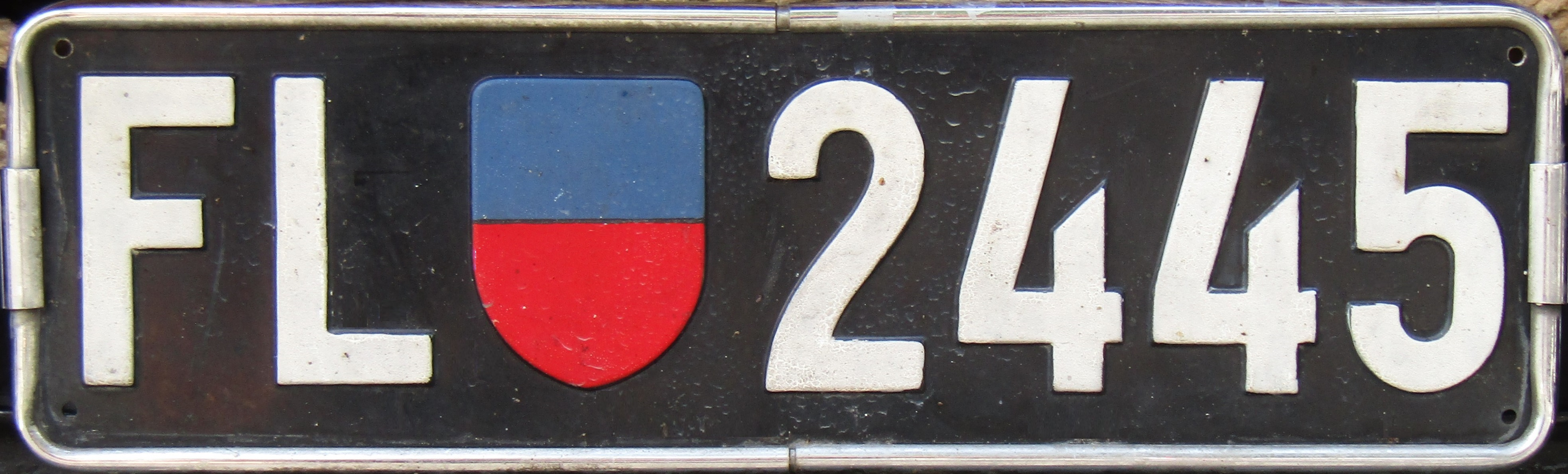
Ancienne plaque avant, d'avant 1957.

Le Liechtenstein était jusqu'en 1922 en union douanière avec l'Autriche-Hongrie puis l'Autriche et immatriculait ses véhicules dans le Vorarlberg (code W).
En 1919, des plaques avec la lettre L puis le code FL suivis de 1 à 3 chiffres sont introduites et en 1922 le pays entre en union douanière avec la Suisse et adopte un format d'immatriculation similaire. 
En 1957, le blason est modifié : le blason bleu et rouge laisse place au jaune et rouge actuel.
Au 30 juin 2024, un total de 42 579 véhicules à moteur et 4 168 remorques étaient immatriculés au Liechtenstein.

## Caractéristiques
Les plaques sont constituées des deux lettres FL (Fürstentum Liechtenstein) suivies des armoiries princières, puis de chiffres pouvant être au nombre de 5 maximum. Elles sont écrites en blanc sur fond noir et utilisent les mêmes dimensions et la même police de caractères que le système suisse. Les plaques d'immatriculation du Liechtenstein sont attribuées au propriétaire et non au véhicule et peuvent être utilisées pour deux véhicules. Les numéros sont généralement attribués par ordre croissant selon les catégories des véhicules.
Les dimensions des plaques sont :
- pour les plaques avant, 30 × 8 cm ;
- pour les plaques arrière, 50 × 11 cm ou 30 × 16 cm ;
- pour les deux-roues, 18 × 14 cm, plaque arrière uniquement ;
- pour les cyclomoteurs légers, 10 × 14 cm, plaque arrière uniquement.

## Types d'immatriculations
Comme pour le système suisse, différentes couleurs identifient les catégories de véhicules.
- Immatriculation avec caractères blancs sur fond noir sont délivrés pour tous les véhicules de transport de marchandises et de personnes, c'est-à-dire pour les véhicules de tourisme, les camions, les remorques, les autobus, les tracteurs commerciaux, les motocyclettes, les véhicules à moteur à trois roues et les moteurs à un essieu.
- Immatriculation avec des caractères jaunes sur une base noire sont délivrés pour les véhicules avec des immatriculations de courte durée (quelques jours).
- Immatriculation sur un fond vert clair et caractères noirs sont délivrés pour les véhicules agricoles et forestiers et leurs remorques, une seule plaque au format 30×8 cm.
- Immatriculation sur un fond bleu clair et des caractères noirs sont délivrés pour les véhicules industriels et utilitaires et les remorques.
- Immatriculation sur fond marron clair et caractères noirs sont délivrés pour les véhicules et remorques exceptionnels dont la circulation nécessite une dérogation.
- Immatriculation sur fond jaune et caractères noirs sont délivrés pour les deux-roues et quadricycles légers.
- Immatriculation sur un fond jaune foncé et des caractères noirs sont délivrés pour les cyclomoteurs et les vélos électriques.
- Immatriculation avec un fond rouge et des caractères blancs ont été introduits en mars 2022 pour être attachés à un porte-charges arrière[4]

Exemples
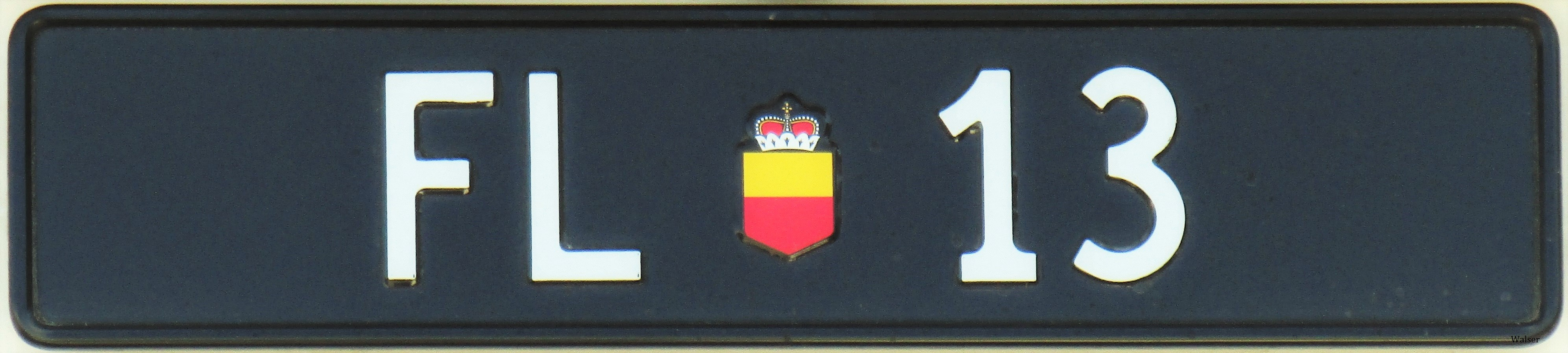
Plaque pour véhicules de transport de personnes ou de marchandises.
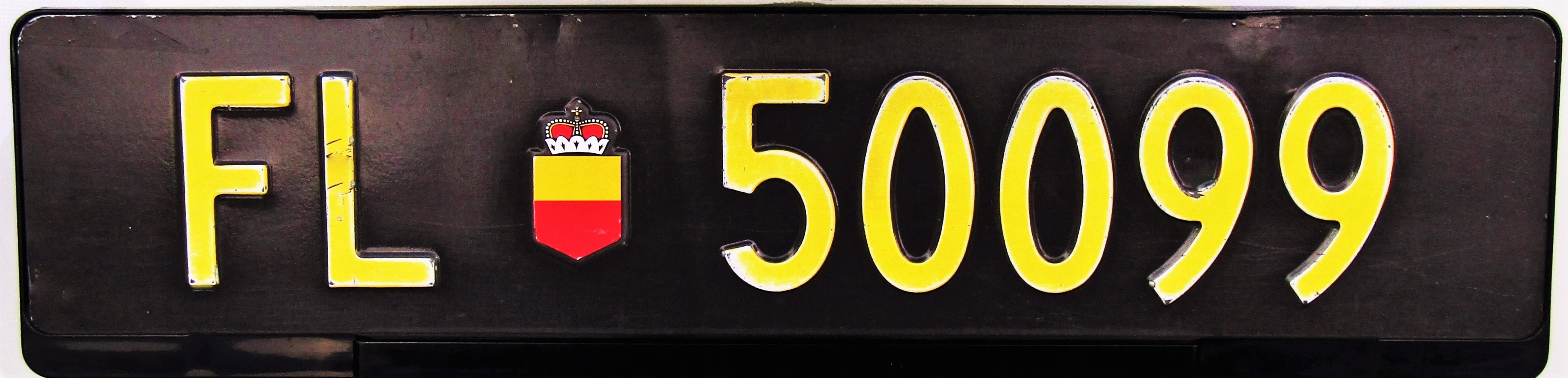
Plaque à courte durée.
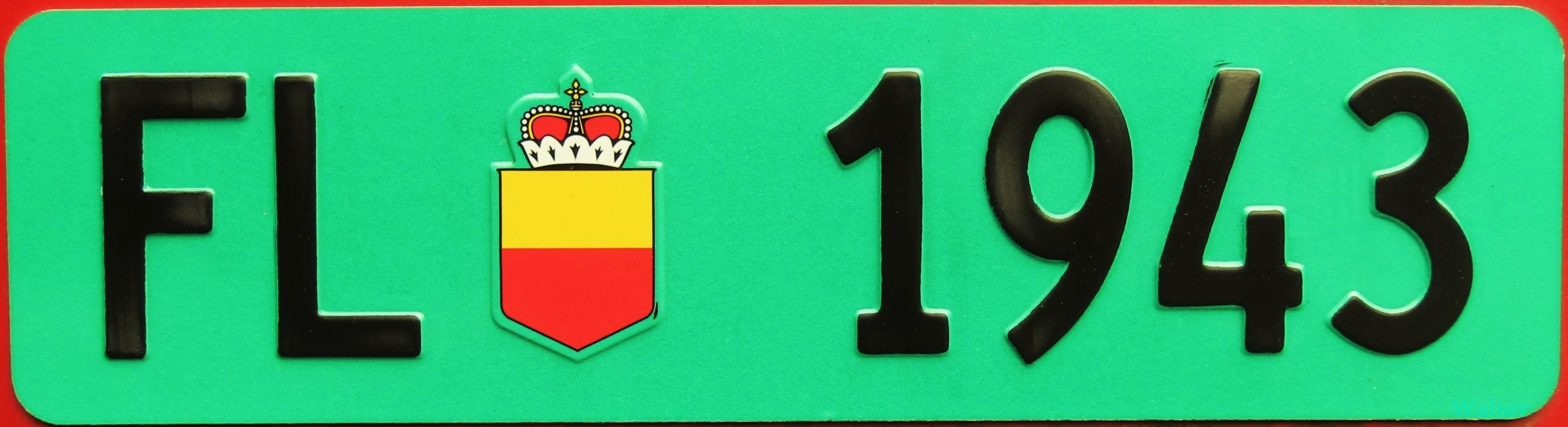
Plaque pour véhicules agricoles.
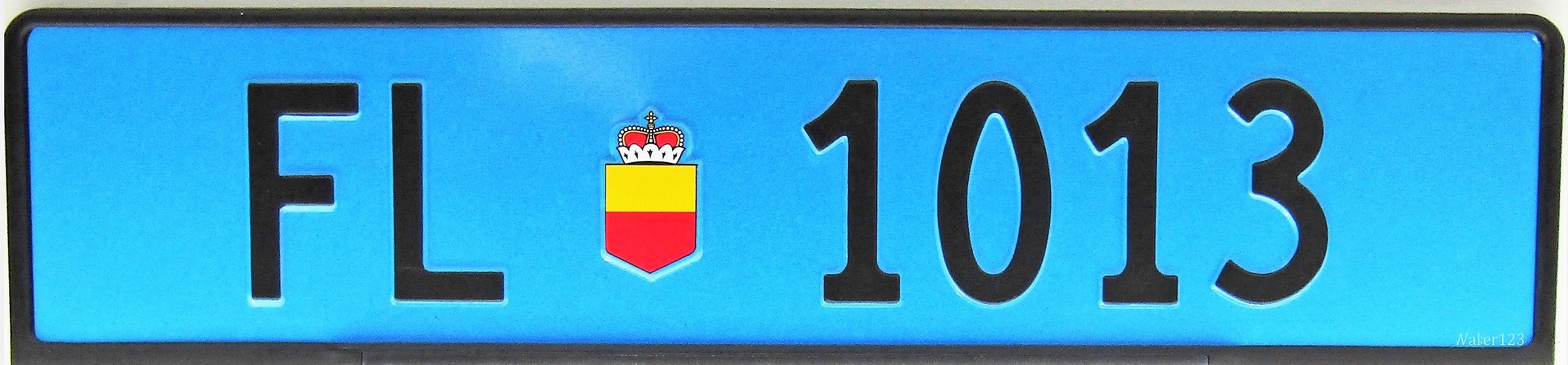
Plaque pour véhicules industriels ou utilitaires.
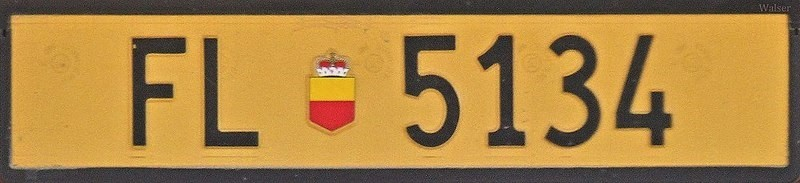
Plaque pour véhicules exceptionnels.
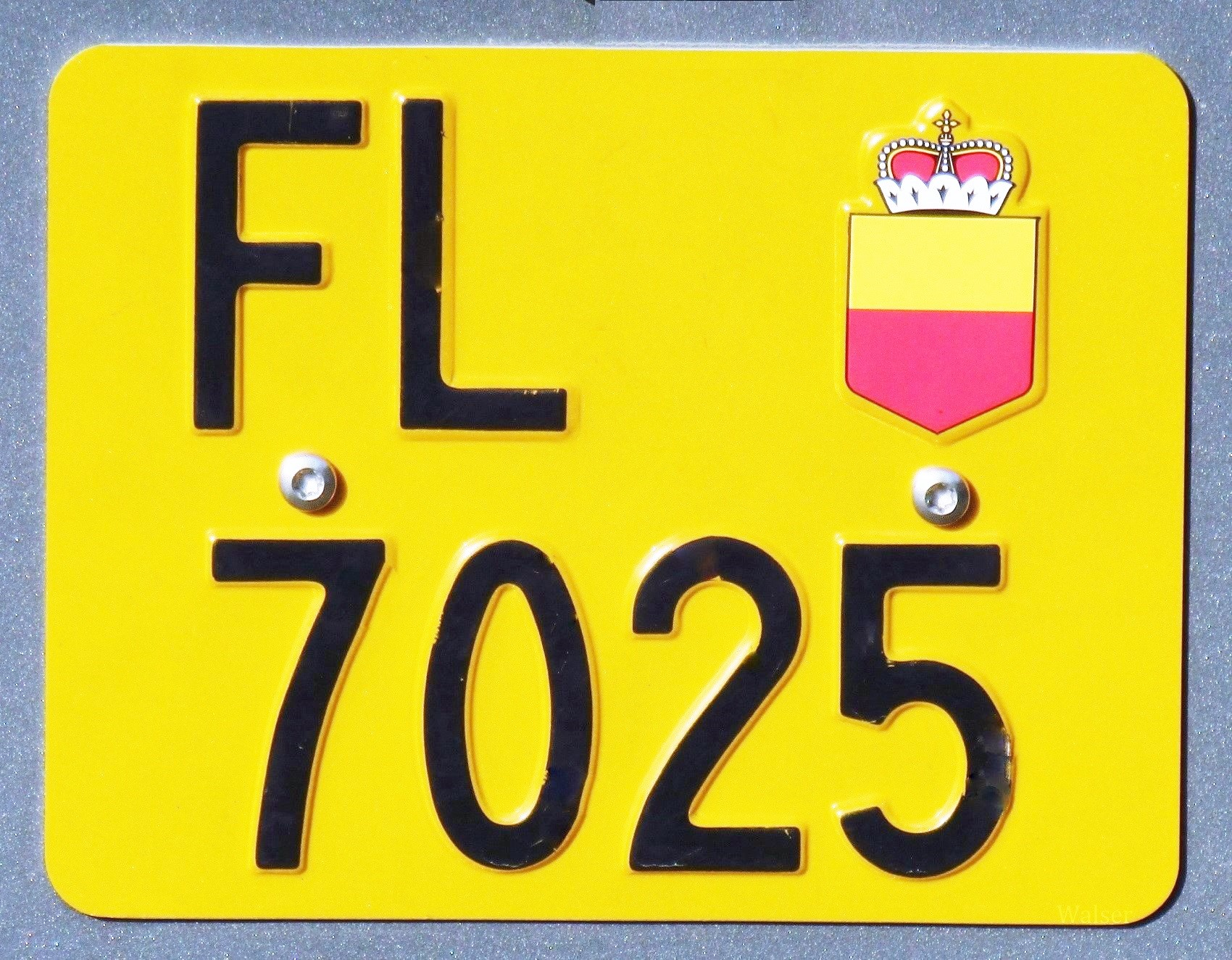
Plaque pour deux-roues et quadricycles légers.
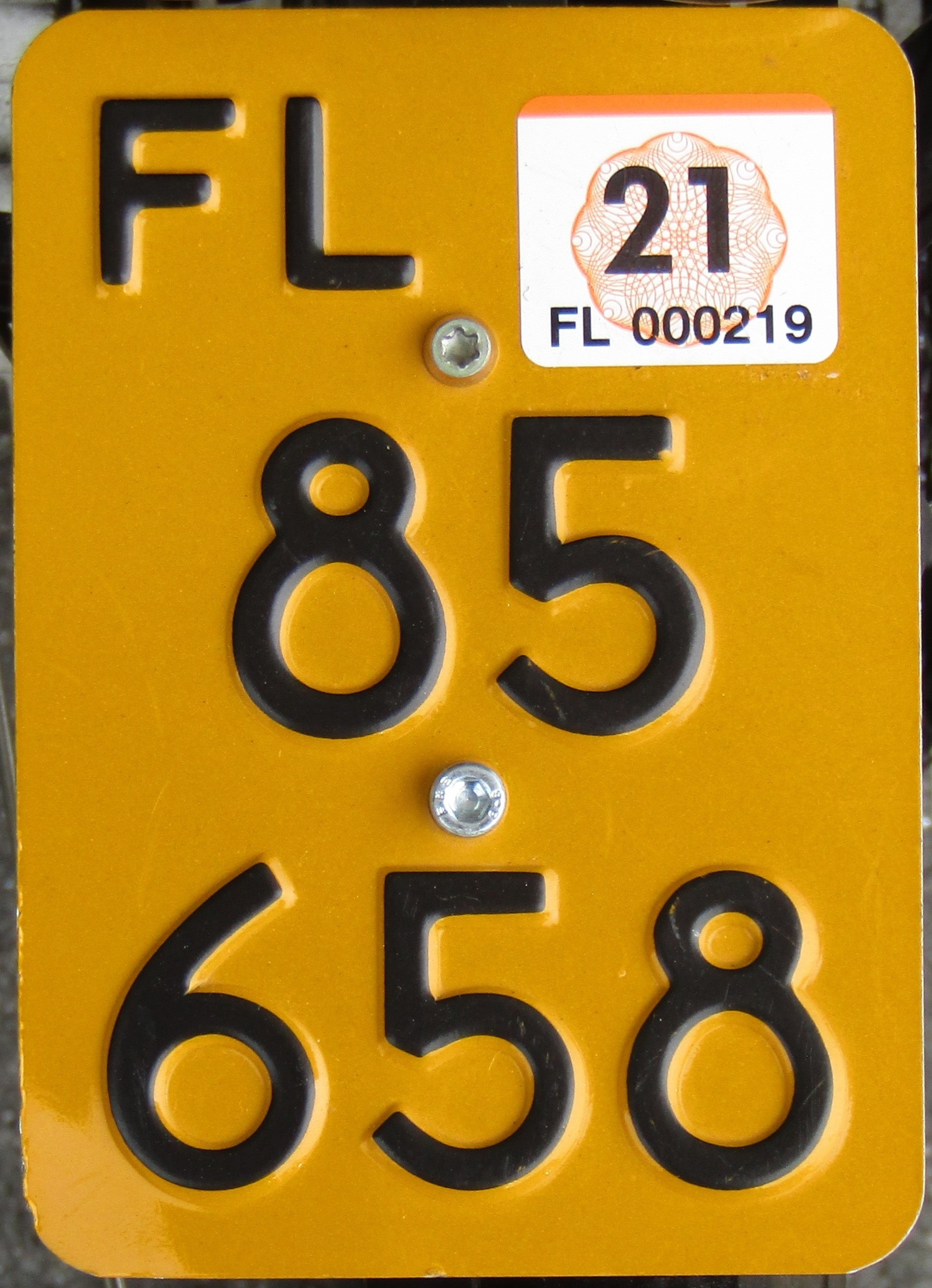
Plaque pour cyclomoteurs.
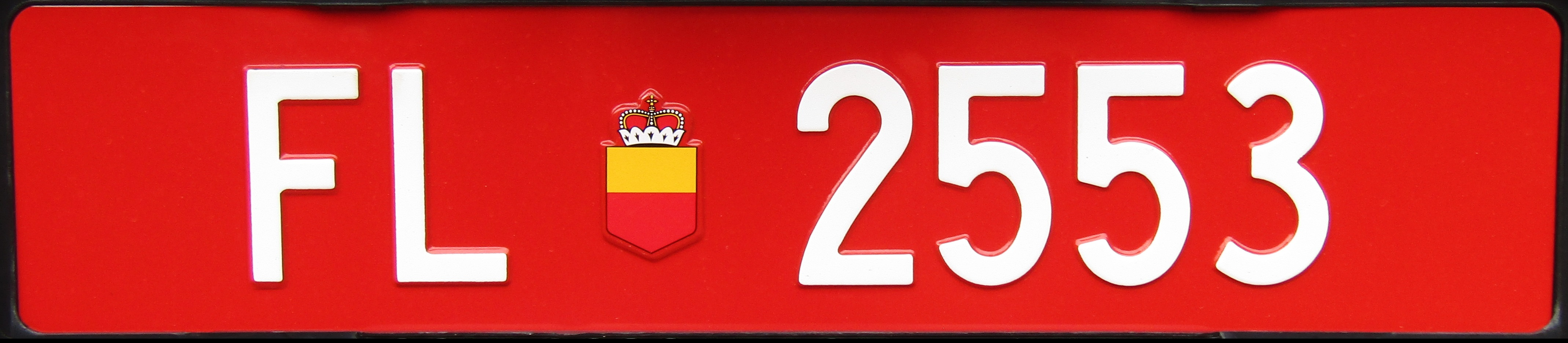
Duplicata pour porte-charges arrière.

## Séries d'immatriculations

### Plaques temporaires
Les plaques temporaires utilisent le même système que les autres plaques suivi d'une vignette de validité.

Les plaques destinées aux véhicules non dédouanés comportent le suffixe Z pour Zoll, «Douane» en allemand.

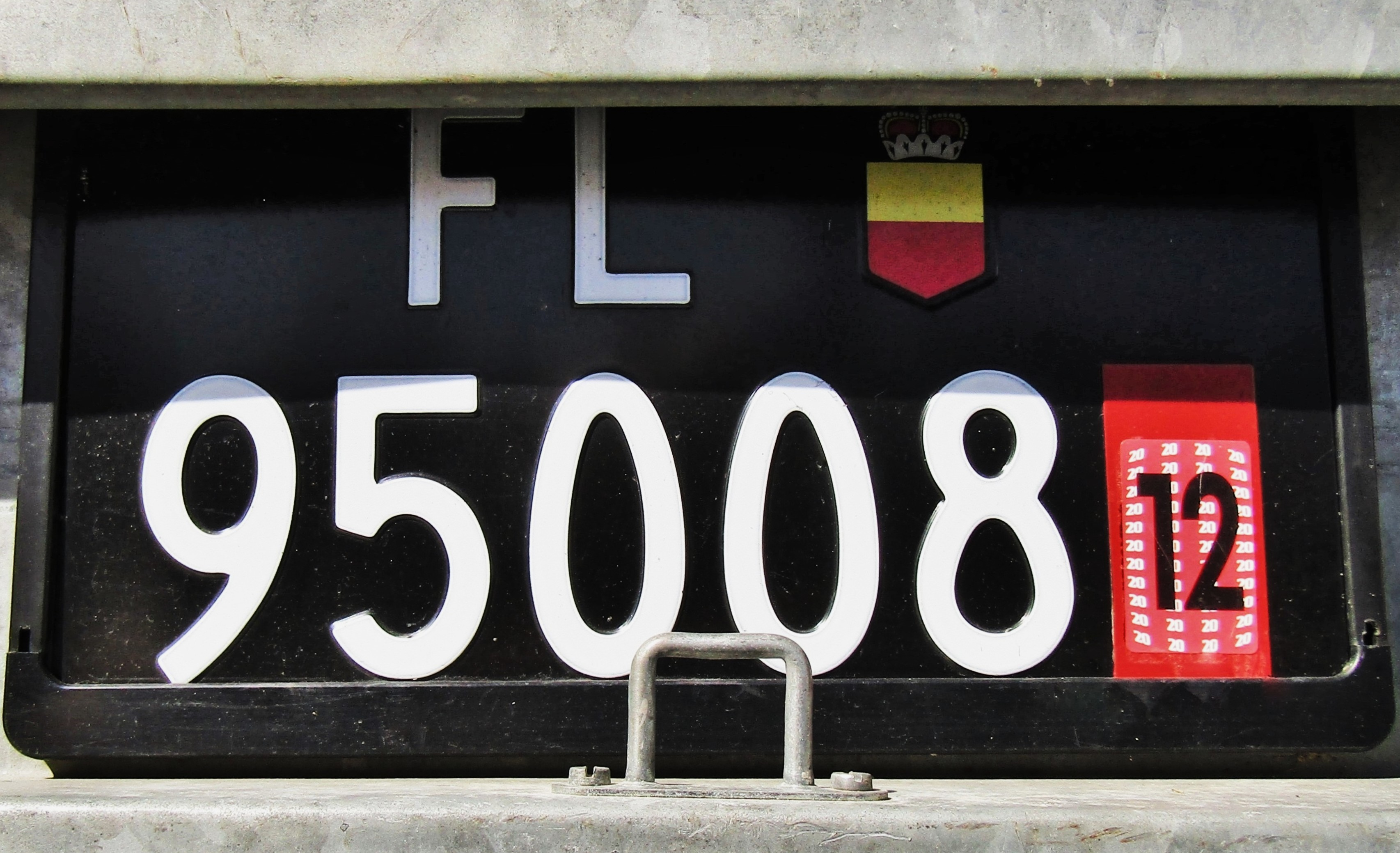
Plaque temporaire
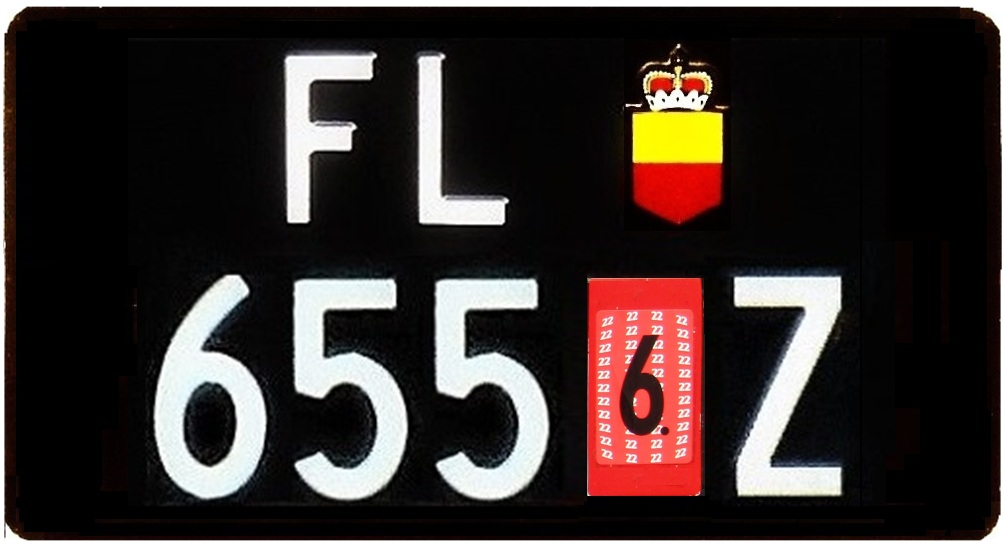
Plaque temporaire pour véhicules non dédouanés

### Plaques professionnelles
Les plaques professionnelles sont attribuées aux professionnels de l'automobile tels que les vendeurs ou les garagistes dans le cadre d'essais ou de ventes. Elles sont suivies de la mention «U» pour Unternehmer, «Entrepreneur» en allemand.

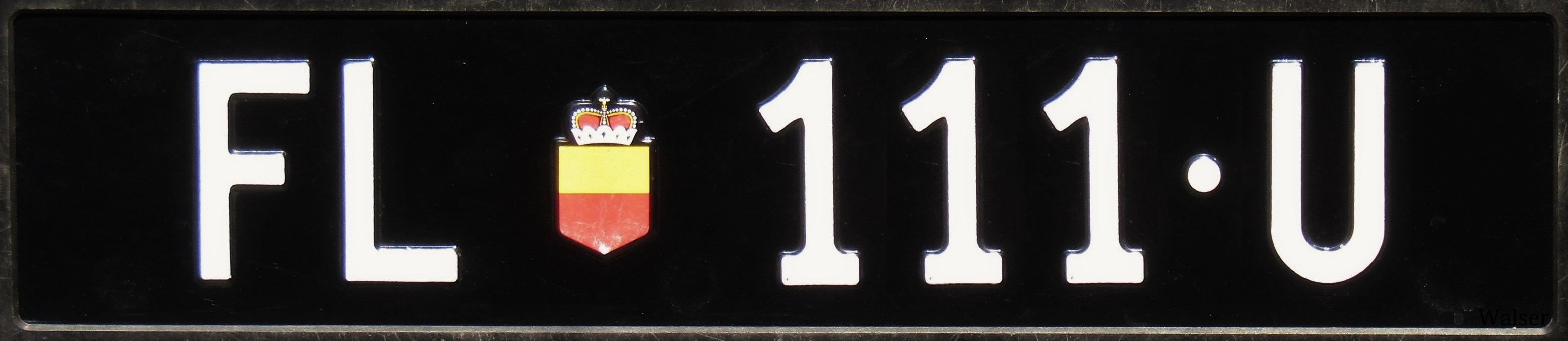
Plaque professionnelle
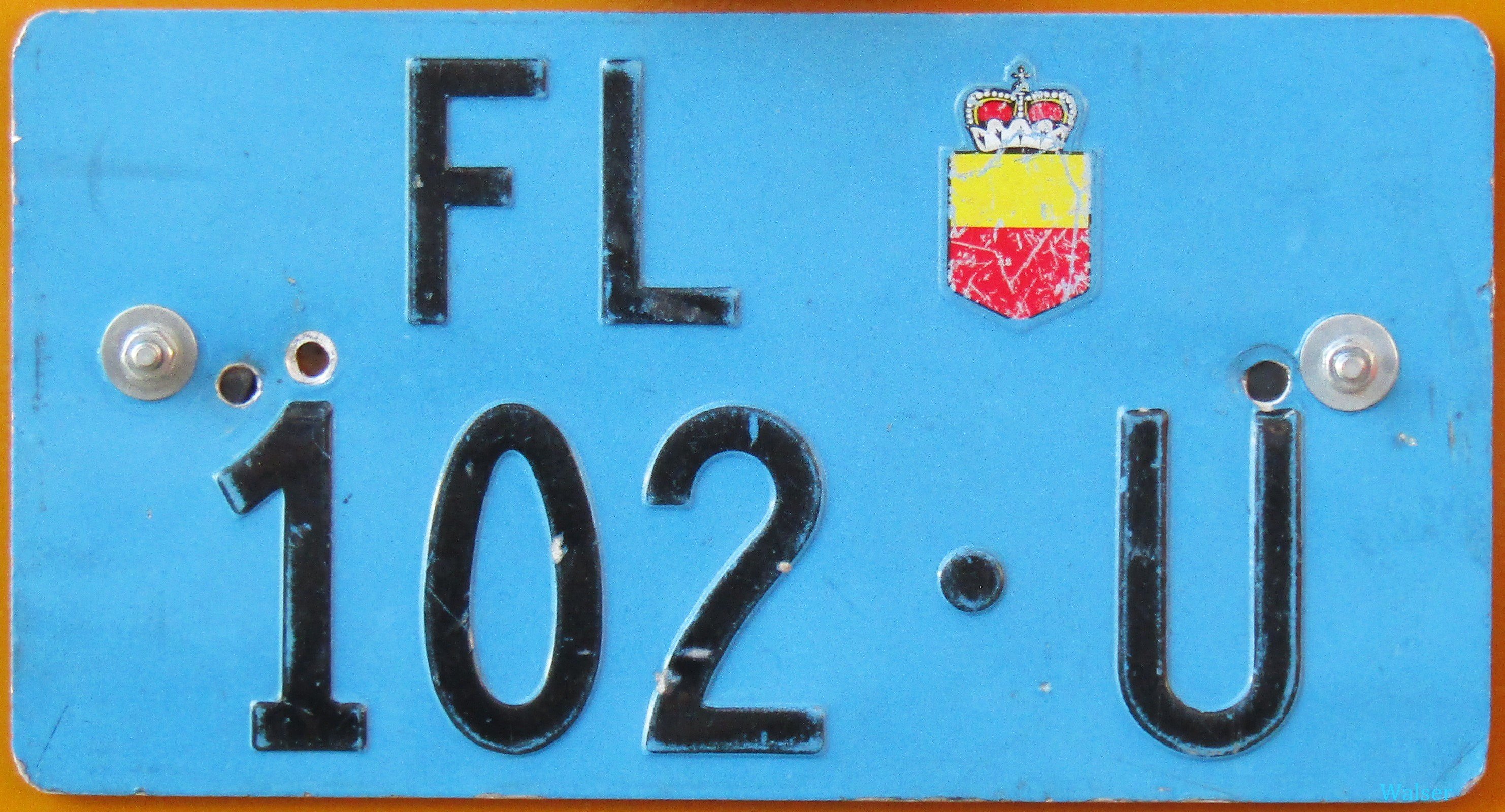
Plaque professionnelle pour véhicules industriels ou utilitaires

## Numérotation

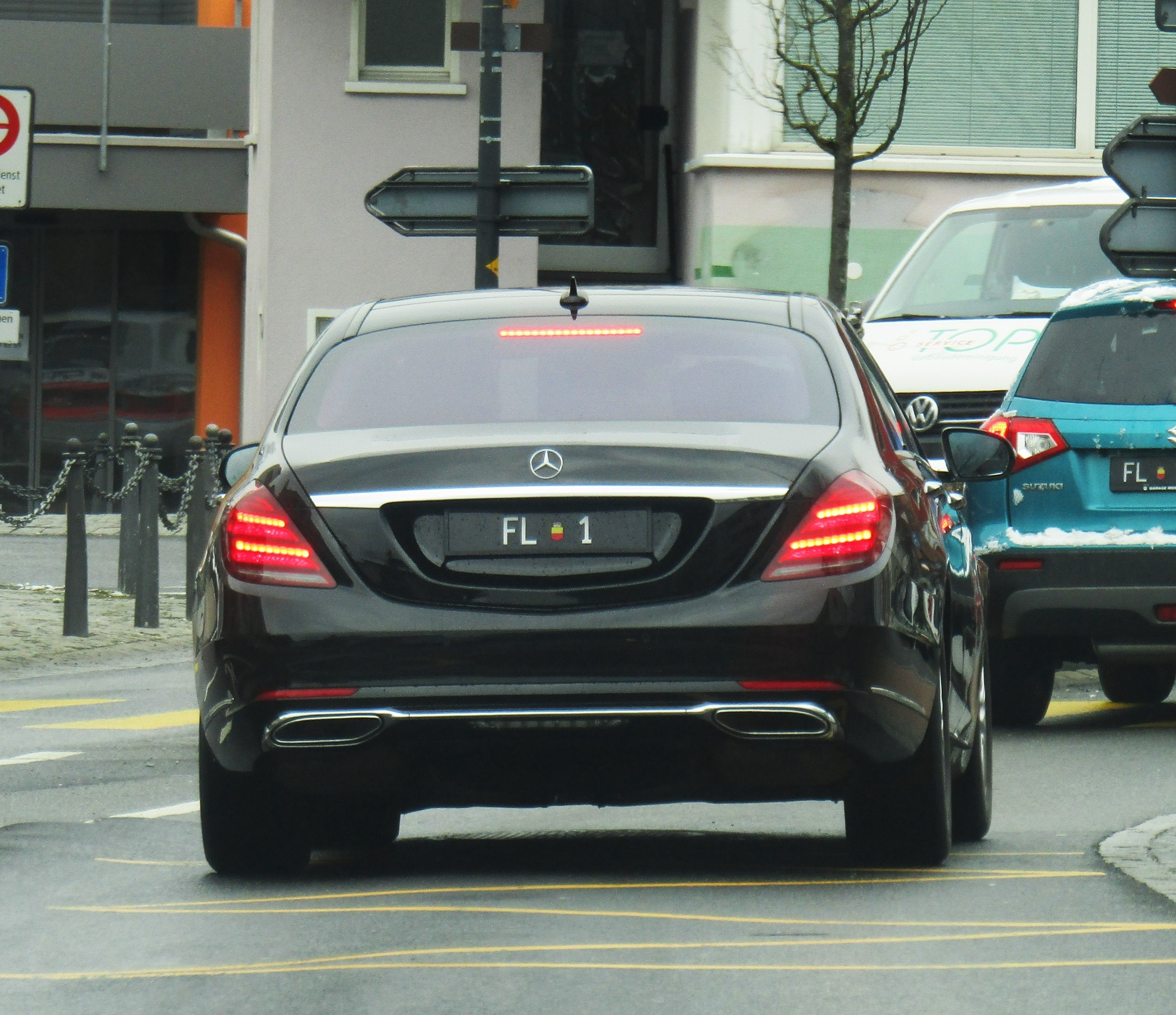
, attribué au chef de l'État.

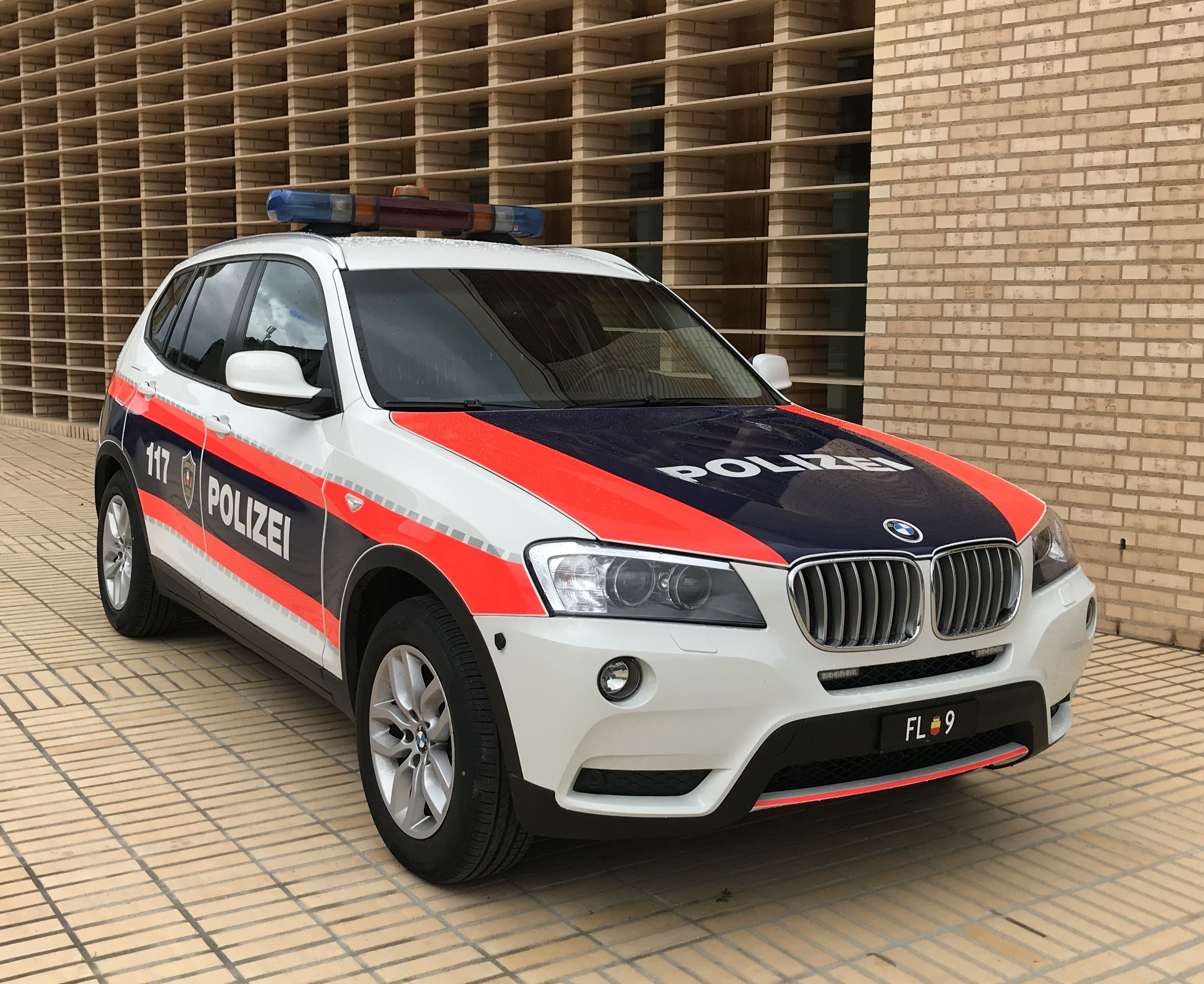
sur un véhicule immatriculé de la police nationale du Liechtenstein.

La numérotation commence pour les voitures et remorques d'une part et les motocycles, petits et trois roues automobiles d'autre part, séparément et pour chaque type de plaque séparée par la couleur de fond et le marquage spécial et s'effectue par ordre croissant. Dans le cas des véhicules à moteur et des remorques, les numéros sont divisés en plusieurs tranches numériques, réservées à certains groupes ou usages de véhicules :
- FL  1, FL  2, FL  3, FL  4, FL  6, FL  8 et FL  10 sont réservés aux véhicules officiels de la Famille princière
- FL  5 est réservée à la limousine officielle du Chef du Gouvernement, le Premier ministre du Liechtenstein.
- FL  7, FL  9 et FL  11 à FL  20 sont réservés aux véhicules marqués de la Police du Liechtenstein (en).
- FL  21 à FL  100 ne sont utilisés que pour les plaques de moto et les plaques d'immatriculation bleues, vertes et brunes.
- FL  101·U à FL  300·U pour les plaques de concessionnaire sur les véhicules à moteur et les remorques.
- FL  301 à FL  1999 pour la première série d'émissions de plaques d'immatriculation de remorques.
- FL  2000 à FL  40200 pour la première série d'immatriculations d'automobiles et de camions.
- FL  40201 à FL  40250 pour les plaques d'immatriculation des Liechtenstein Bus.
- FL  40251 à FL  41440 pour la série d'émissions en cours pour les automobiles et les camions.
- FL  41441 à FL  41449 pour les véhicules de la Croix Rouge du Liechtenstein (de).
- FL  41450 à FL  49999 pour les futures séries d'automobiles et de camions.
- FL  50000 à FL  50299 pour les plaques d'immatriculation à court terme sur les véhicules à moteur et les remorques.
- FL  65100 à FL  68100 pour la série d'émissions en cours pour les caravanes et les remorques
- FL  90000  à FL  92999  pour les immatriculations temporaires sur les automobiles et les camions.
- FL  95000  à FL  95099  pour les immatriculations temporaires sur remorques.